# 亚普
亚普是巴西米纳斯吉拉斯州的一个市镇。总面积337.389平方公里，总人口10851人，人口密度32.2人/平方公里。